# Ágreda
Ágreda este un oraș în partea de nord a Spaniei, în provincia Soria din comunitatea autonomă Castilia și León. La recensământul din 2001 avea o populație de 3.351 locuitori. Centru agricol și industrial (construcții de mașini).

## Istoric
Pe actualul amplasament al orașului a existat o așezare celtiberică. În timpul Evului Mediu, localitatea devine un important punct de frontieră între regatele Castiliei și Aragonului, precum și un centru cultural important în care conviețuiau în liniște evrei, creștini și descendenți ai arabilor. Acest lucru face cunoscut Ágreda ca orașul celor trei culturi. 
Ágreda este totodată locul nașterii călugăriței María de Jesús, care a rezidat in oraș întreaga sa viață. În anul 1655, la puțin timp după moartea sa, a fost numită un Venerabil al Bisericii Catolice, dar nu a fost canonizată. A fost cunoscută ca și un vizionar al timpurilor sale și de aceea a devenit cu timpul consilier al regelui Filip al IV, cu care a corespondat pe tot parcursul vieții. 

## Obiective turistice
- Zidul arab
- Cartierul arăbesc
- Poarta către cartierul arăbesc
- Poarta Alcázar
- Biserica St. Miguel (sec. 15), ridicată în stil gotic
- Biserica Virgen de la Peña (sec.12), ridicată în stil romanic
- Biserica Nuestra Señora de los Milagros (sec. 16)
- Mănăstirea La Concepción, ce păstrează rămășițele Mariei de Jesús, fondată de aceasta